# Marion van Binsbergen

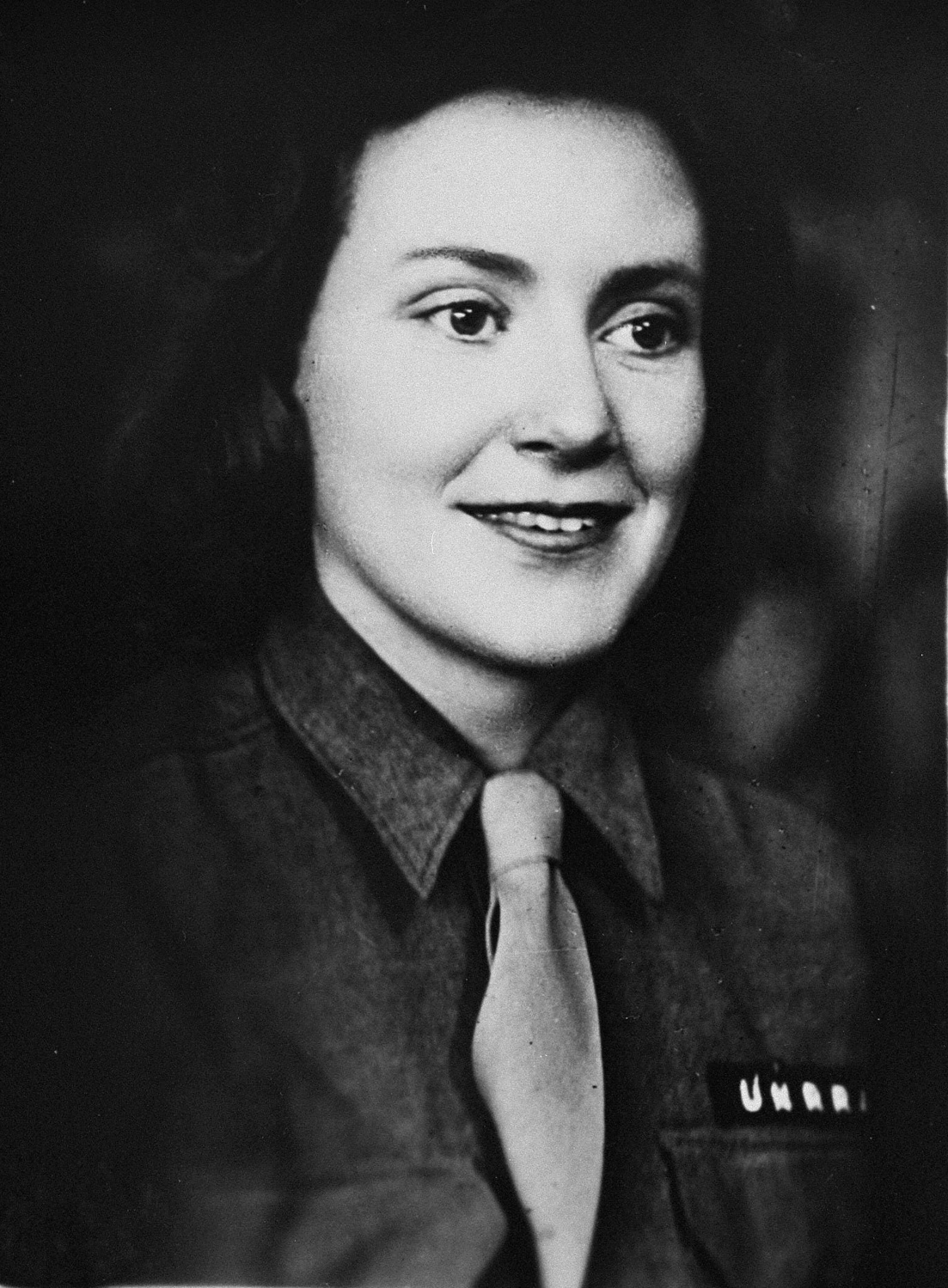
Marion van Binsbergen

Marion Philippina Pritchard-van Binsbergen (Amsterdam, 7 november 1920 – Washington D.C., 11 december 2016) was een Nederlands verzetsstrijdster in de Tweede Wereldoorlog.

## Levensloop
Van Binsbergen was de dochter van de Amsterdamse rechter Jacob van Binsbergen. Ze had een Engelse moeder: Grace Marion Hyde. Toen de Tweede Wereldoorlog uitbrak, was ze studente aan de school voor maatschappelijk werk in Amsterdam. In 1941 werd ze opgepakt en veroordeeld tot zeven maanden cel vanwege het vertalen en verspreiden van berichten van Britse radiostations. 
In 1942 was ze getuige van een razzia in een Joods weeshuis. In het boek De Holocaust, een geschiedenis van Debórah Dwork en Robert Jan van Pelt werd deze voor Van Binsbergen beslissende ervaring beschreven.

Op mijn fiets onderweg van het Gooi naar de school voor maatschappelijk werk kwam ik langs een klein Joods kindertehuis, waar op dat moment Duitse soldaten bezig waren kinderen mee naar buiten te nemen waar een vrachtwagen stond. De kinderen liepen niet erg vlug. Ze huilden en waren boos. De soldaten pakten ze gewoon bij een arm of een been of aan hun haren op, en gooiden ze in de vrachtwagen. Ik zat op mijn fiets en keek ernaar. Ik kende die straat zolang ik leefde. Het was net alsof zich nu een moord in de kamer hiernaast afspeelt. Het was zo schokkend. Ik kon me niet meer bewegen. Twee vrouwen in die straat kwamen van de andere kant aanlopen en probeerden ze (die soldaten) tegen te houden, en toen gooiden ze ook die vrouwen op de vrachtwagen. En ik zat op mijn fiets en keek, en deed niets. Totaal overweldigende woede. Ik denk niet dat ik ooit eerder in mijn leven zo razend ben geworden.
— Marion van Binsbergen in De Holocaust, een geschiedenis

Deze gebeurtenis zette Van Binsbergen er toe aan met medestudenten een verzetsgroep te starten. In totaal hielpen zij ongeveer 150 joodse volwassenen en kinderen met onder andere voeding, kleding of door ze te verbergen. Zelf bracht zij een joods kind onder in het huis van haar ouders in Amsterdam.
Eind 1942 verhuisde ze naar Huizen waar An Rutgers van der Loeff een huis voor haar wist dat leeg stond. In dat huis aan de Patrijsweg 3 ( later omgenummerd in no. 11) verborg zij enkele jaren Fred Polak en zijn drie kinderen. Toen dat gezin in 1944 ontdekt dreigde te worden door een Nederlandse NSB-politieman, schoot zij de agent ter plekke dood met een pistool dat zij voor noodgevallen gekregen had van de Amsterdamse Dr. Miek (Michael) Rutgers van der Loeff, de man van An Rutgers van der Loeff. Het echtpaar was bevriend met de ouders van Marion van Binsbergen. In haar Amerikaanse jaren is Marion over haar rol in het verzet geïnterviewd door de eerste auteur van een monumentaal boek over de Holocaust  door Deborah Dwork en Robert Jan van Pelt: Holocaust; a History De citaten van Marion op deze pagina komen, iets ingekort, uit de Nederlandstalige versie van dat boek: 

Op een nacht kwamen er drie Duitsers en een Nederlandse politieman, een NSB'er. Zij deden een huiszoeking maar vonden geen schuilplaatsen en gingen onverrichter zake weer weg. Een half uur later kwam de Nederlander in z'n eentje terug (...) Hij kwam binnen in de grote slaapkamer. Ik stond op dat moment tussen de kachel en het hoofdeinde van het bed. Boven dat bed was een boekenplank gemaakt. Ik greep het pistool dat ik achter de boeken op die plank had verborgen. Dat pistool had ik van Miek (Rutgers van der Loeff) gekregen voor geval van nood. Ofschoon ik er nooit mee geoefend had, schoot ik de politieman dood.
— Marion van Binsbergen in De Holocaust, een geschiedenis

 Over het verzetswerk van Dr. M. van Binsbergen heeft Lou de Jong bericht in deel 10b, blz. 488 van zijn boek Het Koninkrijk der Nederlanden in de Tweede Wereldoorlog.
Het lijk van de politieman liet Van Binsbergen met hulp van een bevriende joodse onderduiker, Karel Poons, verdwijnen:  Poons liep naar het dorp, in het donker en dus in spertijd en ging naar de bakker die een paard en wagen had om zijn brood mee te bezorgen. Samen belden zij daar de plaatselijke uitvaartverzorger om raad. Op zijn voorstel werd het lijk in een al door de politie gecontroleerde en daarmee voor de begrafenis vrijgegeven kist boven op een ander lijk gelegd. Over het verzetswerk van Dr. Miek Rutgers van der Loeff zelf heeft Lou de Jong bericht in deel 10b, eerste helft,p.488 van zijn Het koninkrijk der Nederlanden in de Tweede wereldoorlog. 
Meteen na de oorlog ging Marion Van Binsbergen werken voor de in hoofdzaak door de Verenigde Staten gefinancierde United Nations Relief and Rehabilitation Administration (UNRRA),een voorloper van de latere United Nations waarbij ze haar latere man, de Amerikaanse militair Anton Pritchard (1917-1991), leerde kennen. Beiden werden voor de UNRRA naar de concentratiekampen Auschwitz en Birkenau gestuurd om daar hulp te gaan bieden aan de overlevenden. Van Binsbergen bleef dat werk daar nog twee jaar doen. Ze trouwde in 1947 met Pritchard en emigreerde daarna met hem naar de Verenigde Staten, waar ze actief bleef in het vluchtelingenenwerk en het levend houden van de herinnering aan de Holocaust, onder meer door het houden van lezingen op scholen en in het hoger onderwijs. Ook was zij werkzaam was als kinderpsychoanalitica. Op 31 maart 1981 kreeg zij de Yad Vashem onderscheiding.
Marion Pritchard-van Binsbergen overleed in 2016 op 96-jarige leeftijd.